# Palazzo Guidiccioni
Il Palazzo Guidiccioni si trova a Lucca nell’omonima piazza, che dallo stesso ha preso il nome.

## Storia e descrizione
Nell'area attualmente occupata dall'edificio c’erano i beni e la torre che la famiglia Guidiccioni, arrivata a Lucca dalla Germania già nell'VIII secolo, aveva acquistato dalla famiglia Gherardinghi, di origine longobarda.
Il palazzo che vediamo oggi, esteso lungo tutto l'asse longitudinale della piazza, è stato costruito nel XVI secolo sembra su progetto di Vincenzo Civitali, ma l'articolazione plastica della facciata risulta essere più greve, specie nei conci sovrapposti agli stipiti scanalati delle finestre al piano nobile, e coincide coll'impronta data all'architettura lucchese dall'Ammannati.
Le finestre del pianterreno del palazzo sono decorate da una serie di grottesche e mascheroni, ovvero volti mostruosi di fantasia, la cui funzione era quella di scoraggiare malintenzionati e proteggere ed essere benaugurali per i proprietari.
Il palazzo, oggi sede dell'Archivio di Stato che contiene la più antica iscrizione cristiana lucchese databile all'anno 536, fu acquisito per tale scopo dal governo lucchese nel 1822 e adattato da Michele Cervelli.
Nell'ingresso del palazzo vi è un ricordo marmoreo di Eugenio Lazzareschi, benemerito studioso di storia lucchese e per molti anni direttore dell’Archivio, mentre la sala maggiore, neoclassica, contiene due ritratti dei duchi Carlo Ludovico di Borbone e Maria Teresa di Savoia (opere di Michele Ridolfi) e il busto in marmo di Vincenzo Torselli, ministro delle finanze del Ducato.